# Alcácer de Amira
Alcácer de Amira (em árabe: قصر عمرة; romaniz.: Qusair Amra, Quseir Amra ou Qasr Amra) é o mais conhecido castelo do deserto na Jordânia. Foi erigido no início do século VIII (quiçá entre 711 e 715) pelo califa omíada Ualide I. É um exemplo da primeira arquitectura e arte islâmica.
O castelo, que era usado como retiro pelo califa ou pelos seus filhos para desporto e prazer, tem vários frescos que representam cenas de caça, de frutos e de mulheres nuas. O castelo também contém um complexo de banhos com um tecto tri-abobadado que mostra a influência romana.
Actualmente, está num péssimo estado de preservação em relação a outros castelos do deserto, com grafite danificando alguns frescos. No entanto, um projecto de recuperação já está a decorrer. O poço e o sistema de água já podem ser vistos. A estrutura abandonada foi re-descoberta por Alois Musil em 1898. O castelo foi declarado Património Mundial da UNESCO em 1985.

## Galeria

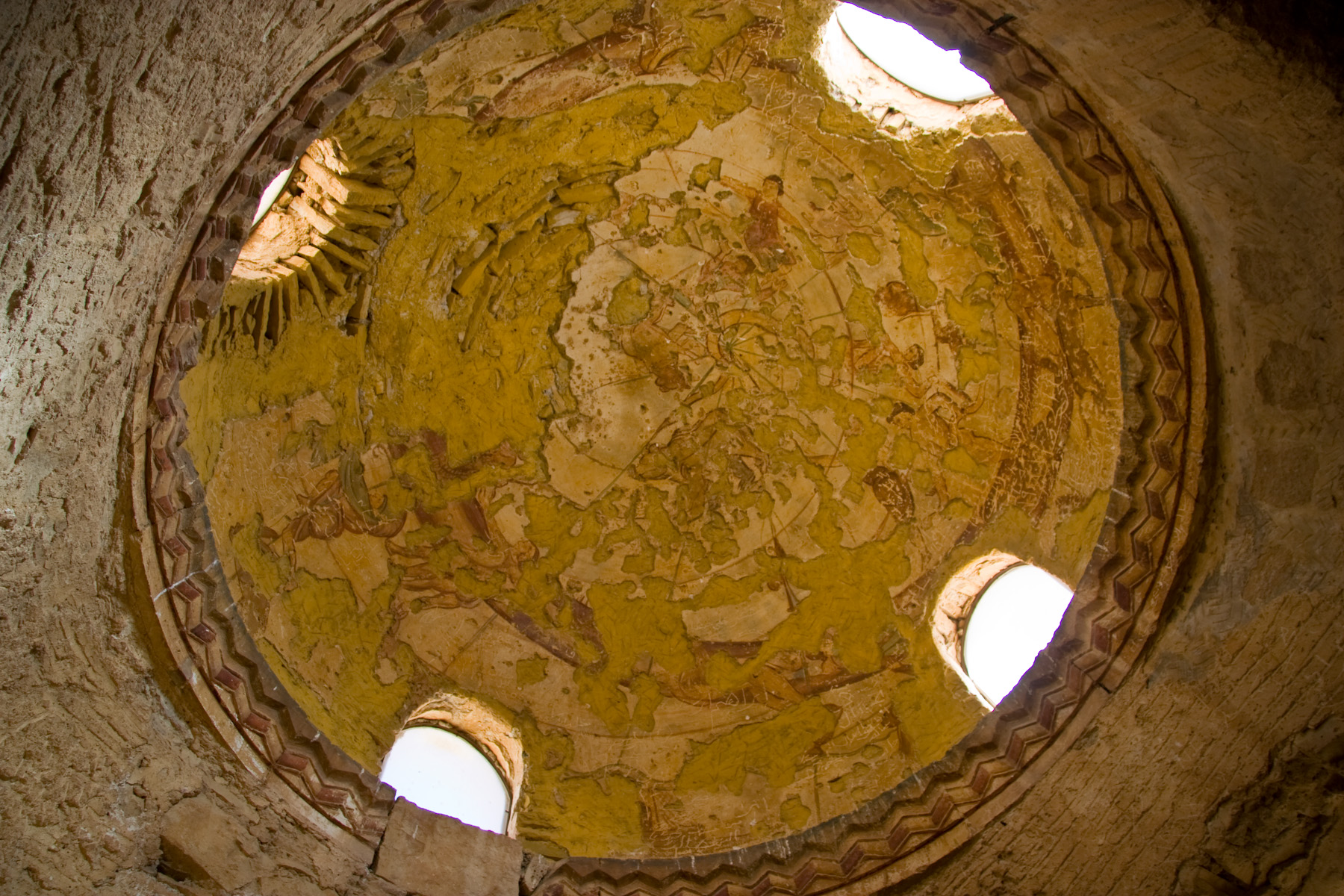
Cúpula
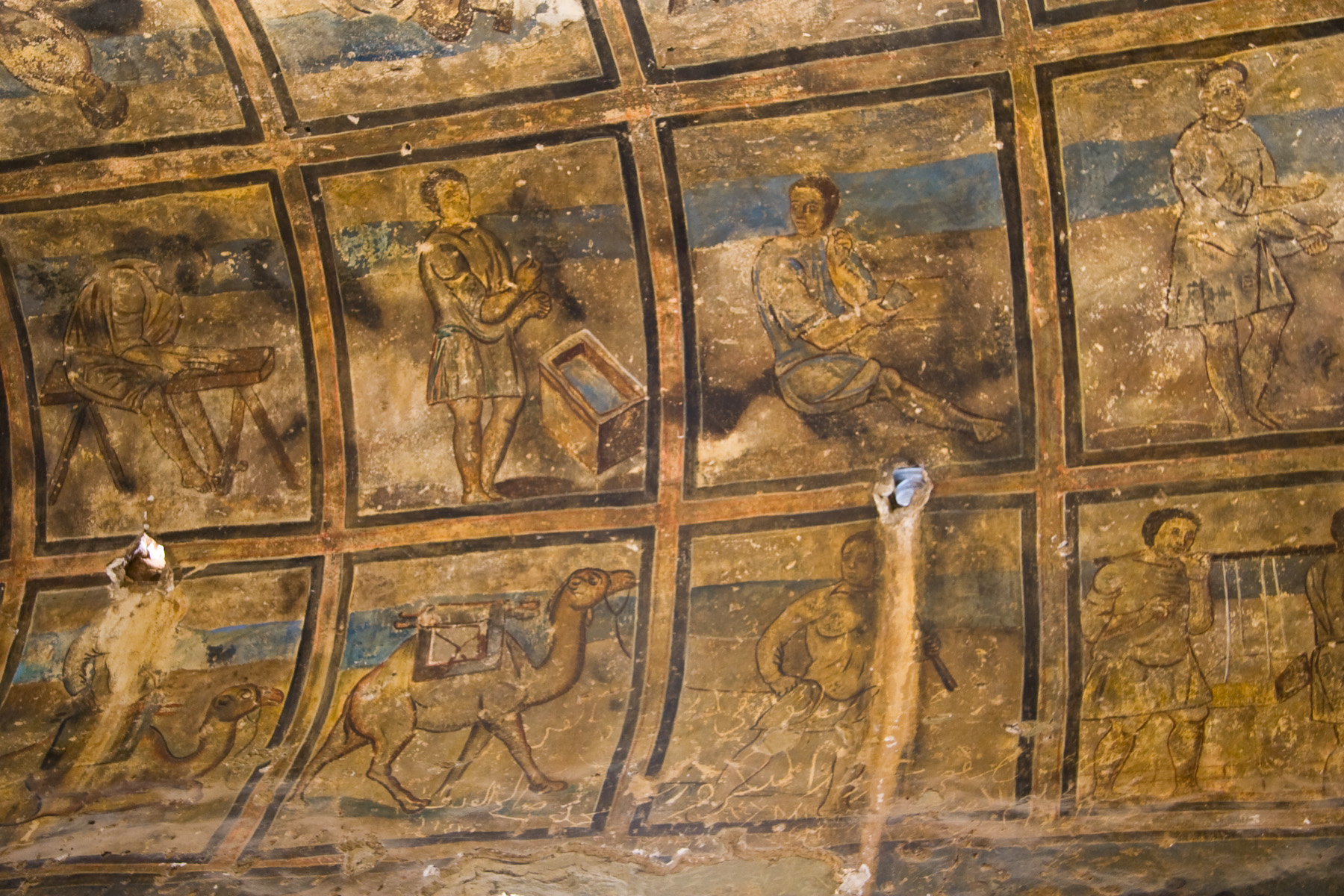
Fresco danificado pelo fumo
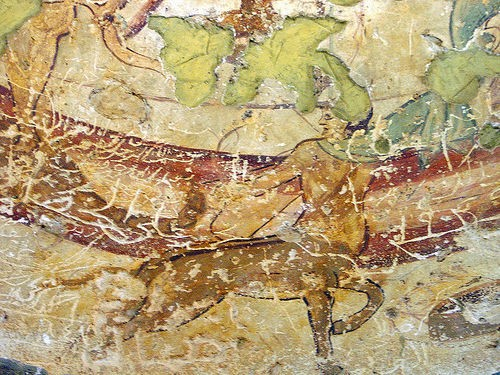
Fresco